# L'Escurial (communauté de Madrid)
Pour les articles homonymes, voir Escurial (homonymie).
L'Escurial (en espagnol : El Escorial) est une commune espagnole située dans la communauté de Madrid.

## Géographie

### Situation
Le territoire communal s'étend sur 68,75 km2 au nord-ouest de la communauté de Madrid, au pied du versant sud de la sierra de Guadarrama. Le centre urbain se trouve à 45 km de Madrid.
La commune comprend deux noyaux urbains, le centre (qui regroupe les deux tiers de la population) et Navalquejigo, situé au nord-est, ainsi que quelques hameaux.

## Politique et administration

### Administration territoriale et judiciaire
Au point de vue administratif, la commune fait partie de la comarque de la Cuenca del Guadarrama et du district judiciaire de San Lorenzo de El Escorial.

### Administration municipale
La commune est dirigée par un conseil municipal de dix-sept membres élus pour quatre ans.
Lors des élections de 2019, le PP, au pouvoir depuis 2007, ne peut continuer à diriger la ville que grâce à l'appui des deux élus de Vox et de l'unique représentant de Ciudadanos. Le 16 septembre 2021, ce dernier soutient la motion de censure déposée par l'opposition de gauche (PSOE et Podemos) contre le maire Antonio Vicente Rubio, qui est remplacé par le socialiste Cristian Martín Palomo, âgé de trente ans. Victime d'une grave dépression, il tente de mettre fin à ses jours en février 2023. Le 28 mai suivant, le PP retrouve la majorité absolue lors des élections municipales et Antonio Vicente Rubio est de nouveau élu maire.
| Période                                  | Période | Identité                    | Étiquette | Qualité |
| ---------------------------------------- | ------- | --------------------------- | --------- | ------- |
| Les données manquantes sont à compléter. |         |                             |           |         |
| 1979                                     | 1986    | Maximino Heras Cotillo      |           |         |
| 1986                                     | 1987    | Javier Vicente Montero      |           |         |
| 1987                                     | 1991    | Concepción Núñez García     | CDS       |         |
| 1991                                     | 1995    | Mariano Rodríguez Rodríguez | PSOE      |         |
| 1995                                     | 2003    | Javier de Miguel Sánchez    | PP        |         |
| 2003                                     | 2007    | Lorenzo Fernández Fau       | PSOE      |         |
| 2007                                     | 2021    | Antonio Vicente Rubio       | PP        |         |
| 2021                                     | 2023    | Cristian Martín Palomo      | PSOE      |         |
| 2023                                     | 2023    | Tamara Ontoria Pastor       | UEE       | intérim |
| 2023                                     | 2021    | Antonio Vicente Rubio       | PP        |         |

## Population et société

### Démographie
| 1842 | 1860 | 1887  | 1900  | 1910  | 1920  | 1930  | 1940  | 1950  |
| ---- | ---- | ----- | ----- | ----- | ----- | ----- | ----- | ----- |
| 189  | 732  | 1 021 | 1 330 | 1 586 | 1 767 | 2 194 | 2 773 | 3 124 |

| 1960  | 1970  | 1981  | 1991  | 2001   | 2011   | 2018   | - | - |
| ----- | ----- | ----- | ----- | ------ | ------ | ------ | - | - |
| 3 781 | 3 909 | 5 956 | 6 916 | 10 967 | 15 092 | 15 842 | - | - |

Au 1er janvier 2012, la population étrangère comprenait 2 109 personnes. La plus nombreuse étant celle des Roumains avec 523 personnes, suivie des Marocains avec 271 personnes et des Ukrainiens avec 209 personnes.

### Enseignement
La commune comprend les établissements d'enseignement suivants :
| Établissement                                          | Niveau                               |
| ------------------------------------------------------ | ------------------------------------ |
| École publique « La Dehesa »                           | Préscolaire                          |
| École publique « Padre Gerardo Gil »                   | Préscolaire                          |
| École privée « Baloo el Oso »                          | Préscolaire                          |
| École privée « Casamadre »                             | Préscolaire                          |
| Collège public « Felipe II »                           | Primaire                             |
| Institut d'éducation secondaire public « El Escorial » | Secondaire                           |
| Collège privé « Gredos-San Diego El Escorial »         | Pré-scolaire, primaire et secondaire |

La commune possède en outre une école municipale de musique et de danse. D'autre part, elle abrite la faculté de théologie SEUT de la Fondation Federico Fliedner.

### Services sanitaires et sociaux

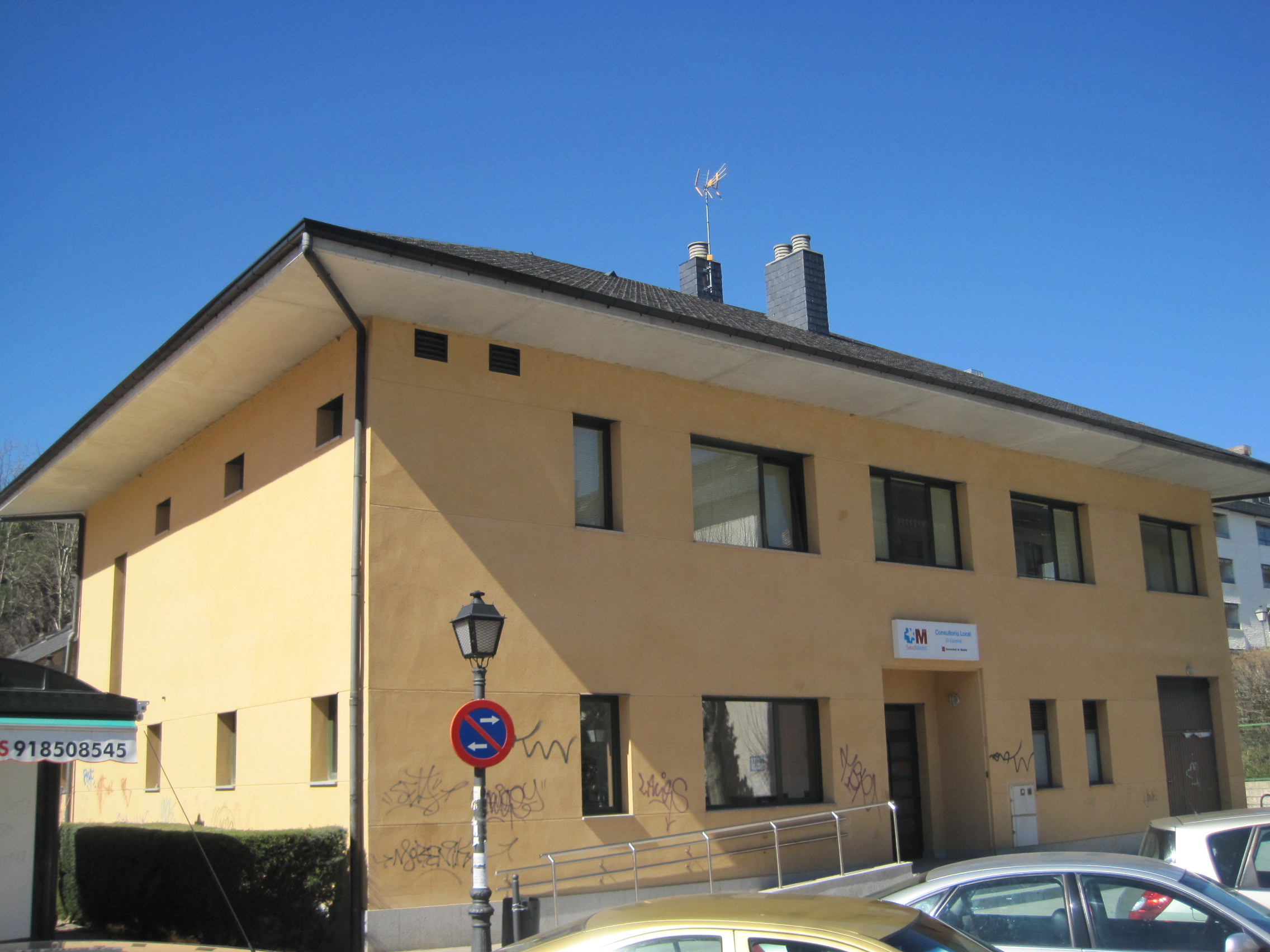
Centre de santé

La commune possède deux centres de consultations médicales qui dépendent du centre de santé San Carlos de San Lorenzo de El Escorial et cinq pharmacies.

## Équipements et transports

### Voies de communication
La commune est traversée par la route M-600 qui la met en relation avec Guadarrama et l'autoroute A-6, dite « autoroute du nord-ouest » qui relie Madrid à La Corogne.

### Transports publics

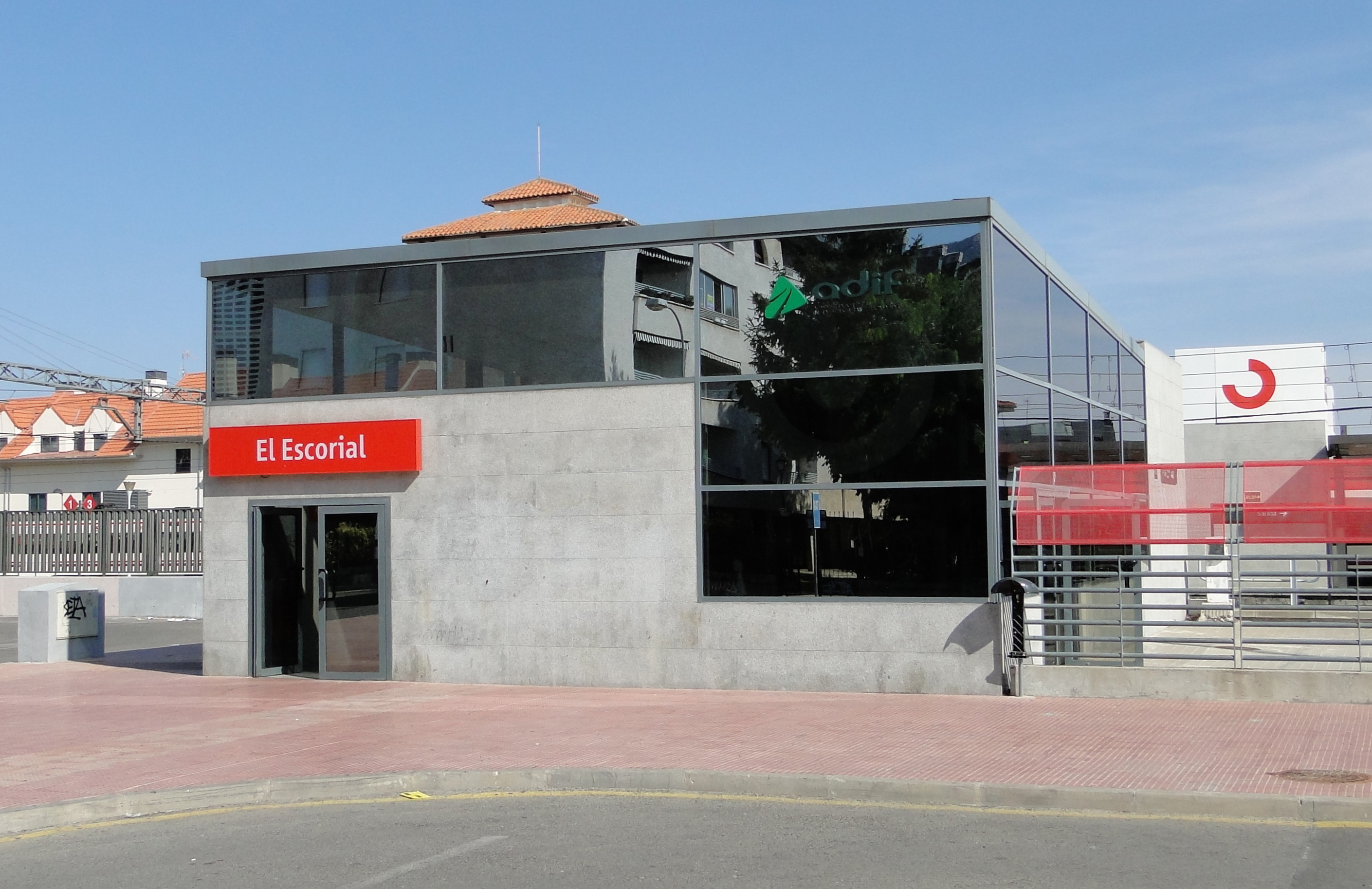
Gare de L'Escurial.

Deux gares ferroviaires du Consortium régional des transports de Madrid sont situées sur le territoire de la commune, celles d'El Escorial et de Las Zorreras. Elles sont desservies par les trains de la ligne C-3a des Cercanías Madrid.
La ville est aussi desservie par des lignes d'autobus interurbains :
| N°   | Trajet                                                         |
| ---- | -------------------------------------------------------------- |
| 640  | San Lorenzo de El Escorial - Robledo de Chavela - Valdemaqueda |
| 661  | Madrid - San Lorenzo de El Escorial                            |
| 666  | San Lorenzo de El Escorial - Zarzalejo - Las Navas del Marqués |
| 667  | Majadahonda - San Lorenzo de El Escorial                       |
| 669  | San Lorenzo de El Escorial - Villanueva de la Cañada           |
| 669A | San Lorenzo de El Escorial - Fresnedilla - Navalagamella       |

## Apparitions mariales
Des apparitions de la Vierge des Douleurs ont lieu à L'Escurial, essentiellement le premier samedi de chaque mois sur le  « Pré neuf » (Prado Nuevo) depuis le 14 juin 1981 : ce jour-là, une femme, Luz Amparo Cuevas, voit la Vierge lui dire : « Je suis la Vierge des Douleurs. Je veux qu'on construise en ce lieu une chapelle en l'honneur de mon nom. » Des messages pour le monde lui sont délivrés jusqu'en mai 2002. Depuis cette date, la Vierge continuerait d'apparaître à Luz Amparo Cuevas ; elle ne donne plus de messages pour le monde, mais elle tient à faire sentir sa présence, et bénit les personnes et les objets le premier samedi du mois.
L'archevêque de Madrid est favorable aux apparitions de L'Escurial, et a approuvé diverses fondations issues de ces apparitions : religieuses dévouées au soin des personnes âgées, nombreuses vocations sacerdotales, communautés de familles. Une première approbation de la fondation des religieuses réparatrices avait été signée le 14 juin 1994, date anniversaire des apparitions sur le « Pré neuf ». En janvier 2009, malgré un contexte d'hostilité médiatique, l'archevêque a autorisé la célébration de la messe dans le bâtiment (la Nave) situé à côté du lieu des apparitions.